# Olympische Sommerspiele 2020/Badminton (Damendoppel)
Das Badminton-Doppel der Frauen bei den Olympischen Spielen 2020 wurde vom 24. Juli bis 2. August 2021 im Musashino Forest Sport Plaza ausgetragen.

## Titelverteidiger
| Olympiasiegerinnen | Misaki Matsutomo / Ayaka Takahashi | Rio de Janeiro 2016 |
| Weltmeisterinnen   | Mayu Matsumoto / Wakana Nagahara   | Basel 2019          |

## Setzliste
| Nr. | Paarung                        | Erreichte Runde |
| --- | ------------------------------ | --------------- |
| 01. | Yuki Fukushima Sayaka Hirota   | Viertelfinale   |
| 02. | Chen Qingchen Jia Yifan        | Silber          |
| 03. | Mayu Matsumoto Wakana Nagahara | Viertelfinale   |
| 04. | Lee So-hee Shin Seung-chan     | Vierter         |

## Ergebnisse

### Gruppenphase

#### Gruppe A
| Doppel                           | Spiele | gew. | verl. | Sätze gew. | Sätze verl. | Punkte  |
| -------------------------------- | ------ | ---- | ----- | ---------- | ----------- | ------- |
| Greysia Polii Apriyani Rahayu    | 3      | 3    | 0     | 6          | 1           | 142:106 |
| Yuki Fukushima Sayaka Hirota (1) | 3      | 2    | 1     | 5          | 3           | 152:129 |
| Chow Mei Kuan Lee Meng Yean      | 3      | 1    | 2     | 3          | 4           | 117:136 |
| Chloe Birch Lauren Smith         | 3      | 0    | 3     | 0          | 6           | 086:126 |

| Doppel 1                         | Ergebnis                | Doppel 2                      |
| 24. Juli 2021, 9:00 Uhr          | 24. Juli 2021, 9:00 Uhr | 24. Juli 2021, 9:00 Uhr       |
| -------------------------------- | ----------------------- | ----------------------------- |
| Greysia Polii Apriyani Rahayu    | 21:14 21:17             | Chow Mei Kuan Lee Meng Yean   |
| 24. Juli 2021, 20:40 Uhr         |                         |                               |
| Yuki Fukushima Sayaka Hirota (1) | 21:13 21:14             | Chloe Birch Lauren Smith      |
| 25. Juli 2021, 19:20 Uhr         |                         |                               |
| Yuki Fukushima Sayaka Hirota (1) | 17:21 :15 21:80         | Chow Mei Kuan Lee Meng Yean   |
| 26. Juli 2021, 18:00 Uhr         |                         |                               |
| Greysia Polii Apriyani Rahayu    | 21:11 21:13             | Chloe Birch Lauren Smith      |
| 27. Juli 2021, 10:40 Uhr         |                         |                               |
| Yuki Fukushima Sayaka Hirota (1) | 22:24 21:13 08:21       | Greysia Polii Apriyani Rahayu |
| 27. Juli 2021, 10:40 Uhr         |                         |                               |
| Chow Mei Kuan Lee Meng Yean      | 21:19 21:16             | Chloe Birch Lauren Smith      |

#### Gruppe B
| Doppel                             | Spiele | gew. | verl. | Sätze gew. | Sätze verl. | Punkte  |
| ---------------------------------- | ------ | ---- | ----- | ---------- | ----------- | ------- |
| Mayu Matsumoto Wakana Nagahara (3) | 3      | 3    | 0     | 6          | 1           | 143:105 |
| Selena Piek Cheryl Seinen          | 3      | 2    | 1     | 4          | 3           | 137:111 |
| Rachel Honderich Kristen Tsai      | 3      | 1    | 2     | 4          | 4           | 150:125 |
| Doha Hany Hadia Hosny              | 3      | 0    | 3     | 0          | 6           | 037:126 |

| Doppel 1                           | Ergebnis                 | Doppel 2                      |
| 24. Juli 2021, 18:00 Uhr           | 24. Juli 2021, 18:00 Uhr | 24. Juli 2021, 18:00 Uhr      |
| ---------------------------------- | ------------------------ | ----------------------------- |
| Mayu Matsumoto Wakana Nagahara (3) | 21:70 21:30              | Doha Hany Hadia Hosny         |
| 24. Juli 2021, 18:40 Uhr           |                          |                               |
| Selena Piek Cheryl Seinen          | 16:21 :14 21:15          | Rachel Honderich Kristen Tsai |
| 25. Juli 2021, 20:00 Uhr           |                          |                               |
| Mayu Matsumoto Wakana Nagahara (3) | 14:21 :19 21:18          | Rachel Honderich Kristen Tsai |
| 26. Juli 2021, 19:20 Uhr           |                          |                               |
| Selena Piek Cheryl Seinen          | 21:60 21:10              | Doha Hany Hadia Hosny         |
| 27. Juli 2021, 18:00 Uhr           |                          |                               |
| Mayu Matsumoto Wakana Nagahara (3) | 24:22 21:15              | Selena Piek Cheryl Seinen     |
| 27. Juli 2021, 18:40 Uhr           |                          |                               |
| Rachel Honderich Kristen Tsai      | 21:50 21:60              | Doha Hany Hadia Hosny         |

#### Gruppe C
| Doppel                           | Spiele | gew. | verl. | Sätze gew. | Sätze verl. | Punkte  |
| -------------------------------- | ------ | ---- | ----- | ---------- | ----------- | ------- |
| Lee So-hee Shin Seung-chan (4)   | 3      | 2    | 1     | 5          | 2           | 144:104 |
| Du Yue Li Yinhui                 | 3      | 2    | 1     | 4          | 2           | 115:091 |
| Setyana Mapasa Gronya Somerville | 3      | 1    | 2     | 2          | 5           | 091:136 |
| Maiken Fruergaard Sara Thygesen  | 3      | 1    | 2     | 3          | 5           | 138:157 |

| Doppel 1                        | Ergebnis                 | Doppel 2                         |
| 24. Juli 2021, 11:00 Uhr        | 24. Juli 2021, 11:00 Uhr | 24. Juli 2021, 11:00 Uhr         |
| ------------------------------- | ------------------------ | -------------------------------- |
| Du Yue Li Yinhui                | 21:13 21:15              | Maiken Fruergaard Sara Thygesen  |
| 24. Juli 2021, 18:40 Uhr        |                          |                                  |
| Lee So-hee Shin Seung-chan (4)  | 21:90 21:60              | Setyana Mapasa Gronya Somerville |
| 25. Juli 2021, 13:20 Uhr        |                          |                                  |
| Lee So-hee Shin Seung-chan (4)  | 21:15 19:21 20:22        | Maiken Fruergaard Sara Thygesen  |
| 26. Juli 2021, 20:00 Uhr        |                          |                                  |
| Du Yue Li Yinhui                | 21:09 21:12              | Setyana Mapasa Gronya Somerville |
| 27. Juli 2021, 11:20 Uhr        |                          |                                  |
| Maiken Fruergaard Sara Thygesen | 19:21 :13 12:21          | Setyana Mapasa Gronya Somerville |
| 27. Juli 2021, 20:00 Uhr        |                          |                                  |
| Lee So-hee Shin Seung-chan (4)  | 21:19 21:12              | Du Yue Li Yinhui                 |

#### Gruppe D
| Doppel                                      | Spiele | gew. | verl. | Sätze gew. | Sätze verl. | Punkte  |
| ------------------------------------------- | ------ | ---- | ----- | ---------- | ----------- | ------- |
| Chen Qingchen Jia Yifan (2)                 | 3      | 3    | 0     | 6          | 1           | 145:100 |
| Kim So-young Kong Hee-yong                  | 3      | 2    | 1     | 5          | 3           | 161:158 |
| Gabriela Stoewa Stefani Stoewa              | 3      | 1    | 2     | 3          | 5           | 147:156 |
| Jongkolphan Kititharakul Rawinda Prajongjai | 3      | 0    | 3     | 1          | 6           | 106:145 |

| Doppel 1                       | Ergebnis                 | Doppel 2                                    |
| 24. Juli 2021, 11:40 Uhr       | 24. Juli 2021, 11:40 Uhr | 24. Juli 2021, 11:40 Uhr                    |
| ------------------------------ | ------------------------ | ------------------------------------------- |
| Chen Qingchen Jia Yifan (2)    | 21:60 21:10              | Jongkolphan Kititharakul Rawinda Prajongjai |
| 24. Juli 2021, 11:40 Uhr       |                          |                                             |
| Kim So-young Kong Hee-yong     | 21:23 21:12 23:21        | Gabriela Stoewa Stefani Stoewa              |
| 25. Juli 2021, 10:40 Uhr       |                          |                                             |
| Kim So-young Kong Hee-yong     | 21:19 24:22              | Jongkolphan Kititharakul Rawinda Prajongjai |
| 26. Juli 2021, 13:20 Uhr       |                          |                                             |
| Chen Qingchen Jia Yifan (2)    | 21:18 21:15              | Gabriela Stoewa Stefani Stoewa              |
| 27. Juli 2021, 12:00 Uhr       |                          |                                             |
| Chen Qingchen Jia Yifan (2)    | 19:21 :16 21:14          | Kim So-young Kong Hee-yong                  |
| 27. Juli 2021, 19:20 Uhr       |                          |                                             |
| Gabriela Stoewa Stefani Stoewa | 21:11 16:21 :17          | Jongkolphan Kititharakul Rawinda Prajongjai |

### Finalrunde
|  | Viertelfinale | Viertelfinale                    | Viertelfinale                | Viertelfinale | Viertelfinale |                                |                                 | Halbfinale                   | Halbfinale       | Halbfinale       | Halbfinale       | Halbfinale       |                  |    | Finale                          | Finale                       | Finale | Finale | Finale |
|  |               |                                  |                              |               |               |                                |                                 |                              |                  |                  |                  |                  |                  |    |                                 |                              |        |        |        |
|  |               | Greysia Polii / Apriyani Rahayu  | 21                           | 20            | 21            |                                |                                 |                              |                  |                  |                  |                  |                  |    |                                 |                              |        |        |        |
|  |               | Du Yue / Li Yinhui               | 15                           | 22            | 17            |                                |                                 |                              |                  |                  |                  |                  |                  |    |                                 |                              |        |        |        |
|  |               | Du Yue / Li Yinhui               | 15                           | 22            | 17            |                                | Greysia Polii / Apriyani Rahayu | 21                           | 21               |                  |                  |                  |                  |    |                                 |                              |        |        |        |
|  |               |                                  |                              |               |               |                                | Greysia Polii / Apriyani Rahayu | 21                           | 21               |                  |                  |                  |                  |    |                                 |                              |        |        |        |
|  |               | 4                                | Lee So-hee / Shin Seung-chan | 19            | 17            |                                |                                 |                              |                  |                  |                  |                  |                  |    |                                 |                              |        |        |        |
|  | 4             | 4                                | Lee So-hee / Shin Seung-chan | 19            | 17            | Lee So-hee / Shin Seung-chan   | 21                              | 21                           |                  |                  |                  |                  |                  |    |                                 |                              |        |        |        |
|  | 4             |                                  |                              |               |               |                                |                                 | 21                           |                  |                  |                  |                  |                  |    |                                 |                              |        |        |        |
|  |               | Selena Piek / Cheryl Seinen      | 08                           | 17            |               |                                |                                 |                              |                  |                  |                  |                  |                  |    |                                 |                              |        |        |        |
|  |               |                                  |                              |               |               |                                |                                 |                              |                  |                  |                  |                  |                  |    | Greysia Polii / Apriyani Rahayu | 21                           | 21     |        |        |
|  |               | 2                                | Chen Qingchen / Jia Yifan    | 19            | 15            |                                |                                 |                              |                  |                  |                  |                  |                  |    |                                 |                              |        |        |        |
|  |               | Kim So-young / Kong Hee-yong     | 21                           | 14            | 28            |                                |                                 |                              |                  |                  |                  |                  |                  |    |                                 |                              |        |        |        |
|  | 3             | Mayu Matsumoto / Wakana Nagahara | 14                           | 21            | 26            |                                |                                 |                              |                  |                  |                  |                  |                  |    |                                 |                              |        |        |        |
|  | 3             | Mayu Matsumoto / Wakana Nagahara | 14                           | 21            | 26            |                                |                                 | Kim So-young / Kong Hee-yong | 15               | 11               |                  |                  |                  |    |                                 |                              |        |        |        |
|  |               |                                  |                              |               |               |                                |                                 | Kim So-young / Kong Hee-yong | 15               | 11               |                  |                  |                  |    |                                 |                              |        |        |        |
|  |               | 2                                | Chen Qingchen / Jia Yifan    | 21            | 21            |                                |                                 |                              | Spiel um Platz 3 | Spiel um Platz 3 | Spiel um Platz 3 | Spiel um Platz 3 | Spiel um Platz 3 |    |                                 |                              |        |        |        |
|  | 1             | 2                                | Chen Qingchen / Jia Yifan    | 21            | 21            | Yuki Fukushima / Sayaka Hirota | 21                              | 10                           | Spiel um Platz 3 | Spiel um Platz 3 | Spiel um Platz 3 | Spiel um Platz 3 | Spiel um Platz 3 | 10 |                                 |                              |        |        |        |
|  | 1             |                                  |                              |               |               |                                |                                 |                              |                  |                  |                  |                  |                  |    |                                 |                              |        |        |        |
|  | 2             | Chen Qingchen / Jia Yifan        | 18                           | 21            | 21            |                                |                                 |                              |                  |                  |                  |                  |                  |    | 4                               | Lee So-hee / Shin Seung-chan | 10     | 17     |        |
|  |               |                                  |                              |               |               |                                |                                 |                              |                  |                  |                  |                  |                  |    |                                 | Kim So-young / Kong Hee-yong | 21     | 21     |        |

### Medaillengewinner
| Rang   | Medaillengewinner               |
| ------ | ------------------------------- |
| Gold   | Greysia Polii / Apriyani Rahayu |
| Silber | Chen Qingchen / Jia Yifan       |
| Bronze | Kim So-young / Kong Hee-yong    |

## Weblink
- Badminton bei den Olympischen Spielen 2020